# Дашів (село)
Даші́в — село в Україні, в Іллінецькій міській громаді Вінницького району Вінницької області. Розташоване за 12 км на схід від міста Іллінці. Населення становить 12 осіб.

## Історія
12 червня 2020 року, відповідно до розпорядження Кабінету Міністрів України № 707-р «Про визначення адміністративних центрів та затвердження територій територіальних громад Вінницької області» село увійшло до складу Іллінецької міської громади.
19 липня 2020 року, в результаті адміністративно-територіальної реформи та ліквідації Іллінецького району, селище увійшло до складу Вінницького району.

## Галерея

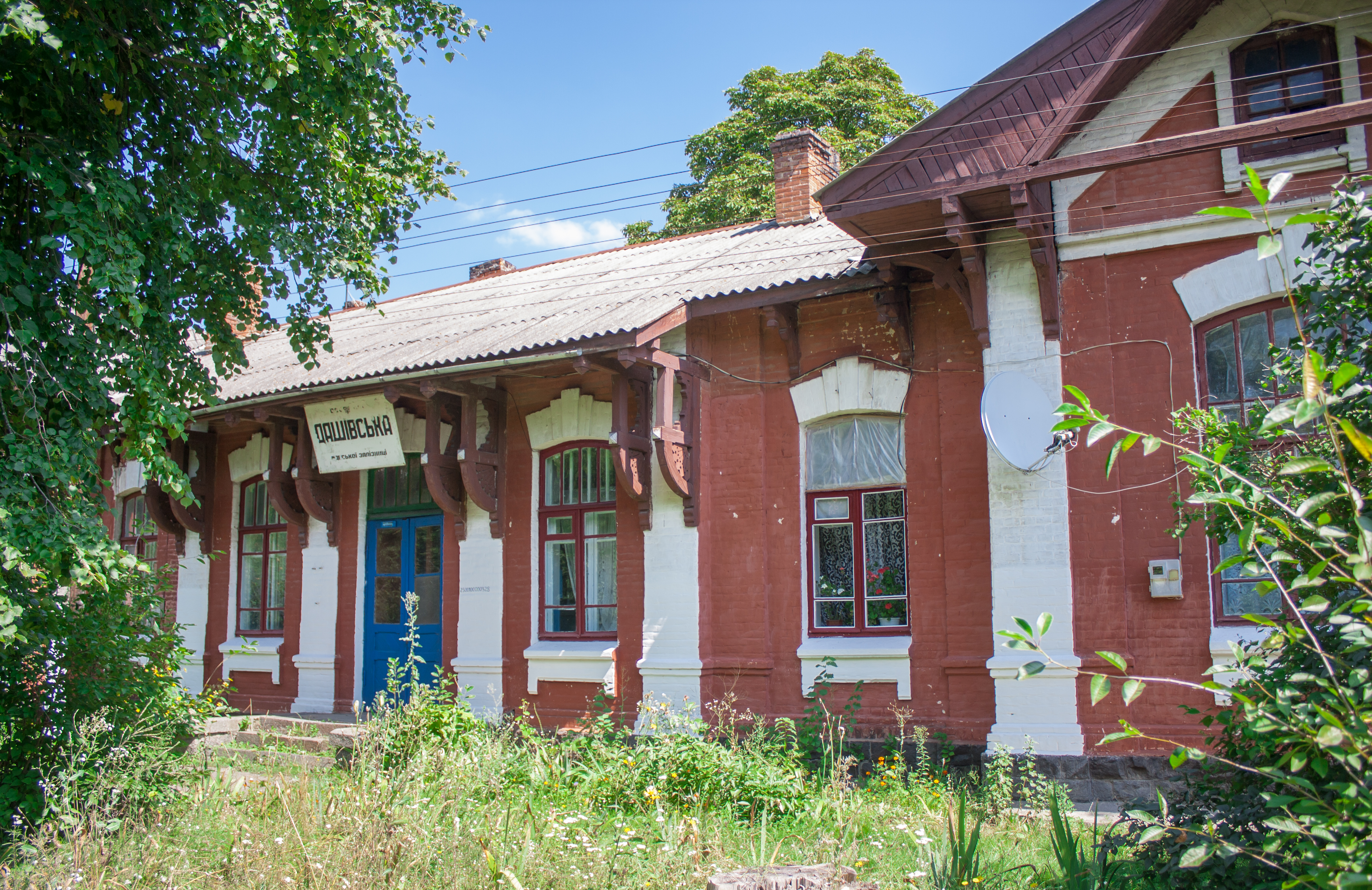
Житловий будинок (колишня станція Дашівська)
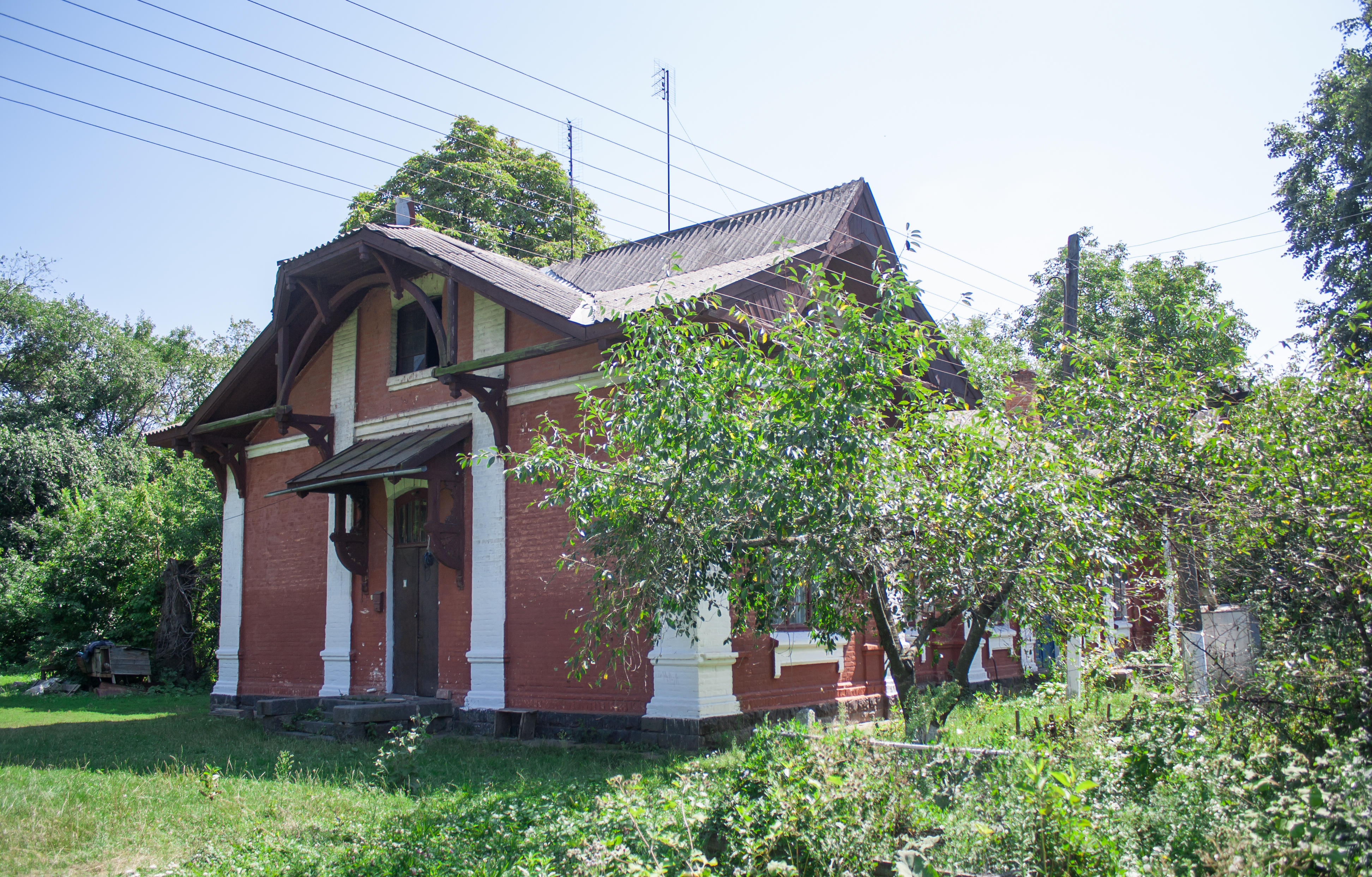
Житловий будинок (колишня станція Дашівська)